# Sibila da Borgonha
Sibila da Borgonha (1035 - 1074) foi uma nobre, esposa de Henrique (1035 - ca. 1074), herdeiro do ducado da Borgonha e avó D. Afonso Henriques, primeiro rei de Portugal.

## Esboço biográfico
Aparece nas genealogias tradicionais como filha dos condes de Barcelona, Berengário Raimundo I e sua esposa Gisela de Lluçà, embora, esta filiação não aparece em documentos medievais.  Sibila era filha de Reinaldo I e, portanto, irmã do pai de Raimundo de Borgonha, que de acordo com essas filiações, seria um primo em primeiro grau do conde Henrique.[a]
Em 1056 casou-se com Henrique de Borgonha, filho de Roberto I, Duque de Borgonha com Hélia de Semur, e neto paterno de Roberto II de França com Constança de Arles. Deste casamento nasceram:
- Hugo I (1057-1093), sucessor do pai no ducado da Borgonha;[2]
- Eudo I (1058-1103), sucessor do irmão no ducado da Borgonha;[2]
- Roberto (1059-1111), bispo de Langres;
- Hélia (n.1061), freira;
- Beatriz (n.1063), casou com Guy I, conde de Vinhoria;
- Reinaldo (1065-1092), abade de Saint-Pierre à Flavigny;
- Henrique de Borgonha, Conde de Portugal (1066-1112), que se tornou vassalo de Leão e o senhor do Condado Portucalense em 1093; o seu filho foi D. Afonso Henriques, primeiro rei de Portugal[3][2]